# Decreto n° 39 del Presidium del Soviet Supremo dell'URSS del 19 aprile 1943
Il Decreto n° 39 del Presidium del Soviet Supremo dell'URSS del 19 aprile 1943 fu un atto giuridico sovietico, stabilì la responsabilità per:
- tedeschi, italiani, rumeni, ungheresi e finlandesi condannati per aver ucciso e torturato la popolazione civile e per aver catturato i soldati dell'Armata Rossa, nonché le spie e traditori della madrepatria tra i cittadini sovietici", (comma 1);
- "complici condannati per aver aiutato i criminali a commettere rappresaglie e violenze contro la popolazione civile e i soldati catturati dell'Armata Rossa", (comma 2).

Per gli imputati al comma 1, la pena prevista fu la morte per impiccagione, mentre per gli imputati al comma 2 la pena fu il lavoro forzato per un periodo variabile da 15 a 20 anni: questi tipi di punizione, l'impiccagione e i lavori forzati, rappresentarono un caso unico nell'ordinamento giuridico sovietico.
Con l'ordine di Stalin n° 0283 del 19 aprile 1943, con il timbro "Senza pubblicazione sulla stampa", il decreto fu annunciato alle truppe con l'istruzione di creare dei tribunali da campo entro il 10 maggio 1943.
L'adozione del decreto non comportò la cessazione dell'applicazione dell'articolo 58 per i crimini di guerra. Nel dopoguerra, un criminale di guerra poteva essere condannato sia in base al decreto del 19 aprile 1943, sia con l'articolo 58.

## I processi

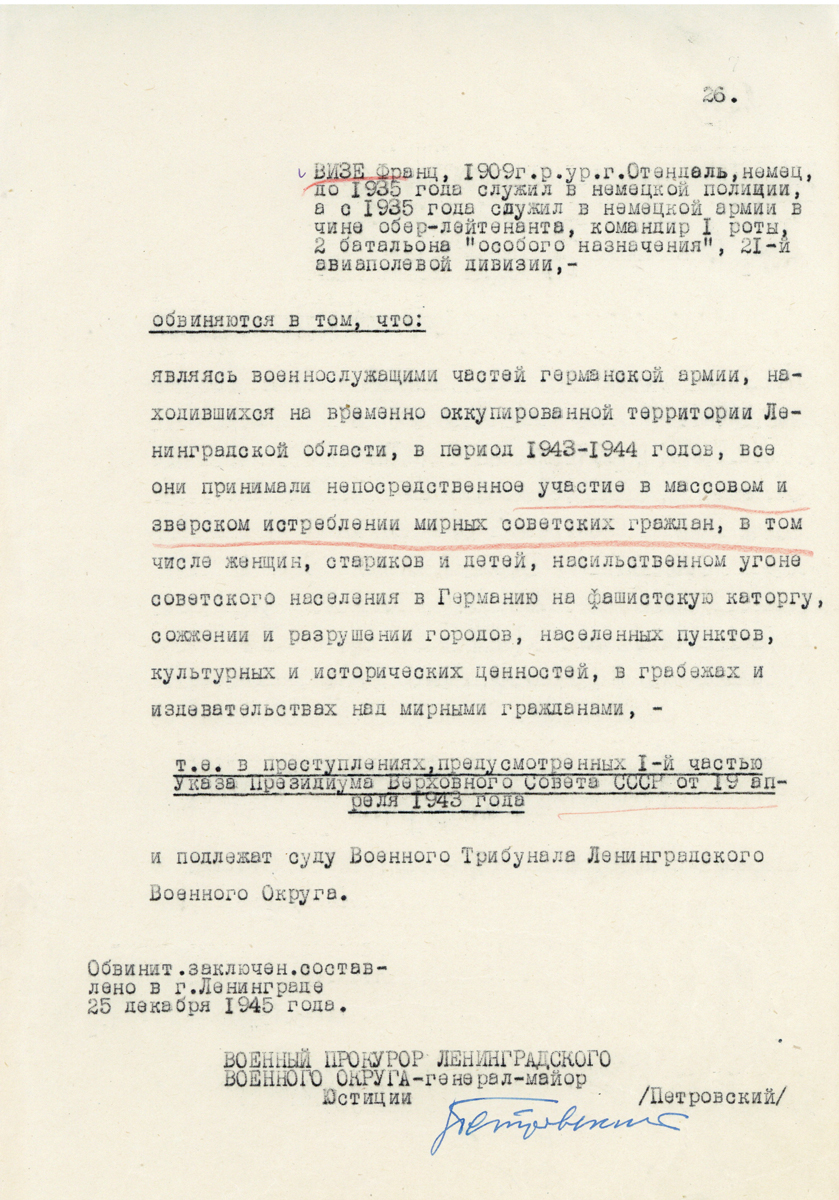
L'accusa contro gli imputati nel processo di Leningrado. La tipologia delle loro azioni è indicata dal decreto del Presidium del Soviet Supremo dell'URSS del 19 aprile 1943.

Secondo il decreto, fu previsto che le cause a carico delle persone imputate dei reati fossero esaminate dalle corti marziali costituite sul campo presso le divisioni dell'esercito. Le corti erano composte dal presidente del tribunale militare di divisione (presidente del tribunale), dal capo del dipartimento speciale della divisione e dal vice comandante della divisione per gli affari politici (membri del tribunale) con la partecipazione del pubblico ministero della divisione. I verdetti delle corti marziali furono approvati dai comandanti di divisione ed eseguiti immediatamente.
Il 2 settembre 1943, fu emanato il Decreto del Presidium del Soviet Supremo dell'URSS, secondo cui il decreto n° 39 fu esteso anche alla cavalleria e al corpo corazzato. Con i successivi decreti dell'8 settembre 1943 e del 24 maggio 1944, il diritto di valutare i casi di reato previsti dal decreto n° 39 fu concesso direttamente ai tribunali militari (in questo caso la pena di morte per impiccagione poteva essere sostituita, cosa che in pratica non fu sempre rispettata).
Il 5 dicembre 1944, su iniziativa di Lavrentij Pavlovič Berija, fu emanato un nuovo decreto con il quale vennero concessi i diritti della corte marziale al Collegio Militare della Corte Suprema dell'URSS per i casi dei membri appartenenti alle organizzazioni naziste presenti nei territori dell'Ucraina occidentale, della Bielorussia e degli Stati baltici. Nel decreto non fu prevista la presenza di un difensore, anche se a volte fu consentito ai difensori di partecipare. Dal 15 al 18 dicembre 1943, si tenne il processo di Charkiv contro alcuni militari tedeschi, tra cui un ufficiale della Gestapo, tutti accusati di crimini di guerra e violenze contro i civili e tutti condannati a morte per impiccagione. Il decreto del 19 aprile 1943, concesse agli imputati la presenza degli avvocati difensori sovietici in tutti i successivi processi pubblici sovietici nel periodo 1945-1949, ma non fu invece prevista la possibilità di ricorso contro il verdetto, e in un primo momento il verdetto emanato fu da subito definitivo, come avvenne nel caso del processo di Riga. Solo successivamente iniziò ad essere riconosciuto ai condannati il diritto di impugnare la sentenza. In particolare, Erwin Schüle, condannato a 25 anni, presentò ricorso alla Corte suprema dell'URSS, a seguito della quale, nell'aprile 1950, la sentenza fu ribaltata, e Schüle fu estradato in Germania senza che fosse riabilitato.
Dopo l'abolizione della pena di morte in URSS il 26 maggio 1947, la pena massima prevista fu la reclusione nei campi di lavoro per un periodo di 25 anni. Durante il processo di Chabarovsk del 1949, gli imputati dell'armata del Kwantung furono condannati dal tribunale a varie pene detentive dai 2 ai 25 anni, senza che nessuno fosse condannato a morte.

### L'esecuzione delle sentenze
Il decreto sottolineò che l'esecuzione delle condanne a morte doveva essere "eseguita pubblicamente, davanti al popolo, e i corpi degli impiccati dovevano essere lasciati sulla forca per diversi giorni, perché tutti fossero a conoscenza della sentenza e della punizione per chiunque commetta violenze e rappresaglie contro la popolazione civile e tradisca la propria patria".
Per quanto riguarda i condannati ai lavori forzati, per il loro mantenimento sul territorio della RSFSR e della RSS Ucraina, furono creati 11 campi a regime speciale sotto la giurisdizione del Ministero degli affari interni dell'URSS: per i detenuti fu stabilito un regime di maggiore sicurezza e isolamento, con abiti dotati di un numero personale cucito, fu introdotta la giornata lavorativa di dieci ore e fu indicato di impiegarli principalmente per i lavori più duri; durante il primo anno di servizio ai lavori forzati, i detenuti non avevano diritto alla corrispondenza e non ricevevano alcun salario.

### L'effetto retroattivo del decreto
Benché il decreto stesso non dicesse nulla sulla retroattività, fu comunque applicato agli atti commessi prima del 19 aprile 1943. Questa pratica fu confermata dalle istruzioni del capo della Direzione principale dei tribunali militari del Commissariato popolare di giustizia dell'URSS del 18 maggio 1943, secondo il paragrafo 2 di cui, in relazione ai soggetti di cui all'art. 1 del decreto, le cause erano soggette all'esame delle corti marziali, indipendentemente dal momento in cui il reato fosse stato commesso.

### La questione della nazionalità delle persone ritenute responsabili
Formalmente, i cittadini di URSS, Germania, Italia, Romania, Ungheria e Finlandia rientrarono nell'ambito di applicazione del decreto. Tuttavia, la prassi delle forze dell'ordine degli organi di giustizia militare dell'URSS ha di fatto esteso il decreto agli altri cittadini: ci furono casi di persecuzione sulla base di questo decreto dei cittadini di Austria, Belgio, Danimarca, Polonia, Giappone, così come degli apolidi.

### Conseguenze
In totale, secondo il decreto del 19 aprile 1943, in URSS furono condannate almeno 81.780 persone nel periodo 1943-1952, di cui 24.069 furono gli stranieri.

## Detenuti noti
- I collaboratori cosacchi russi: P. N. Krasnov, A. G. Škuro, S. Klych-Girey, T. N. Domanov, condannati a morte per impiccagione.
- L'ex generale A. A. Vlasov, comandante in capo dell'Esercito di liberazione russo, condannato a morte per impiccagione.
- Il SS-Gruppenführer H. von Pannwitz, condannato a morte per impiccagione.
- Il SS-Brigadeführer W. Monke, condannato a 25 anni di reclusione, rimpatriato in Germania nel 1955.
- L'atamano G. M. Semënov, condannato a morte per impiccagione.

## Il destino dei condannati
Nel 1955-1956, la stragrande maggioranza dei detenuti (sia cittadini sovietici che altri) fu amnistiata e rilasciata. Gli stranieri vennero rimpatriati, anche coloro che non godettero dell'amnistia furono soggetti al rimpatrio per scontare la loro pena. La maggior parte dei rimpatriati tornò alla vita normale e coloro che non furono amnistiati non furono incarcerati in patria, ad eccezione dei casi in Ungheria e DDR. Negli anni '90 furono riabilitati molti dei condannati in via extragiudiziale dalle autorità della Federazione Russa. La maggior parte dei cittadini sovietici condannati furono amnistiati e rilasciati entro il marzo 1956.

### Il destino dei cittadini sovietici
I cittadini dell'URSS condannati ai lavori forzati furono amnistiati sulla base del decreto del Presidium del Soviet Supremo dell'URSS del 17 settembre 1955. Nel decreto fu previsto l'esonero dalla punizione delle seguenti categorie di cittadini sovietici:
- dei condannati fino a 10 anni inclusi per aver aiutato il nemico.
- delle persone condannate a più di 10 anni, la pena fu ridotta della metà.

Secondo il paragrafo 4 del decreto del 17 settembre 1955, l'amnistia non si applicava ai prigionieri condannati per aver ucciso e torturato i cittadini sovietici. Il testo integrale del decreto fu pubblicato su Izvestija.
Nel marzo 1956, i risultati dell'applicazione del decreto del 17 settembre 1955 furono i seguenti:
- 51.563 persone rilasciate, condannate per un massimo di 10 anni nei campi di lavoro (per aver aiutato il nemico, per aver prestato servizio nell'esercito tedesco, nella polizia e nelle formazioni speciali tedesche);
- Furono esonerate dalla pena 8.047 persone, per le quali la durata della pena fu ridotta della metà;
- 13.535 prigionieri furono lasciati in carcere, ma le loro pene furono ridotte della metà;
- L'amnistia non fu estesa a 7.884 condannati per spionaggio, terrore e sabotaggio.

Pertanto, secondo il decreto del 17 settembre 1955, 59.160 detenuti furono rilasciati entro i sei mesi successivi e meno di 22.000 furono lasciati in carcere, anche se in breve tempo iniziarono a essere rilasciati per vari motivi.
L'ordinanza del Ministero dell'Interno dell'URSS del 31 ottobre 1955 prevedeva una riduzione della pena per i ruoli dirigenziali, altri ordini simili hanno esteso questa pratica ad altre imprese dei gulag.
L'amnistia fu seguita da una massiccia revisione dei casi e fu accompagnata dalla riabilitazione di alcuni detenuti. Il 24 marzo 1956 fu emanato un nuovo decreto, con il quale si prevedeva la creazione di specifiche commissioni in carcere per verificare la validità delle condanne e per risolvere la questione dell'opportunità di trattenere i detenuti che non rappresentassero più un "pericolo statale e pubblico". Il Ministero degli Affari Interni inviò 200 commissioni nei gulag, furono decisivi sul rilascio dei detenuti e furono competenti sul diritto di ridurre i termini dei detenuti e di rilasciare i detenuti sotto la garanzia dei familiari. In particolare, il 6 settembre 1956, la commissione del Presidium del Soviet Supremo dell'URSS ridusse la pena a 14 anni per l'ex poliziotto Dmitry Bautkin, un partecipante al massacro dei membri dell'organizzazione anti-fascista Molodaya gvardiya (nel suo caso, fu valutato positivamente dall'amministrazione del campo di Vorkuta il fatto che ha scontato circa 10 anni e ha lavorato 623 giorni). Le commissioni furono anche decisive sulla liberazione degli anziani, dei disabili e dei malati gravi. Il Ministero degli Affari Interni aveva già previsto le misure per il trasferimento, l'occupazione e l'alloggio delle persone incluse queste categorie sociali.
È noto che entro il 19 settembre 1956 furono rimesse in libertà 107.979 persone, è impossibile determinare quanti fossero i criminali di guerra, dal momento che dal 1954 i criminali di guerra non furono registrati. Tuttavia, lo storico D. Astashkin e l'avvocato A. Epifanov hanno suggerito nel 2020 che i criminali di guerra costituissero una parte significativa tra i rilasciati.
Nel 1956 vi fu una massiccia revisione dei processi contro gli ex prigionieri di guerra, casi che costituivano una parte significativa dei condannati ai sensi del decreto del 1943. Su iniziativa di Georgy Zhukov, del ministro della Giustizia Konstantin Gorshenin e del procuratore generale Roman Rudenko, il 29 giugno 1956 fu emessa una risoluzione congiunta, dal Comitato centrale del PCUS e dal Consiglio dei ministri dell'URSS. Successivamente, iniziarono le proteste dell'accusa contro le condanne dei prigionieri di guerra sovietici: sulla base dei risultati riesaminati dalla procura militare nella seconda metà del 1956, i tribunali chiusero i casi con piena riabilitazione nei confronti di 253 detenuti, e furono commutate le pene di altri 13 condannati. Ad esempio, l'11 dicembre 1956, il plenum della Corte Suprema dell'URSS chiuse il procedimento penale contro l'ex prigioniero di guerra L. P. Ochotin per mancanza di corpus delicti. Durante la revisione del caso, si scoprì che Ochotin, cuoco in un campo tedesco, fu vittima di una calunnia per aver picchiato dei prigionieri di guerra che avevano violato l'ordine in cucina (a causa di questa calunnia, il 16 luglio 1948, fu condannato dal tribunale del distretto militare di Leningrado a 25 anni di campi di lavoro).
Il 20 settembre 1956, la decisione del Presidium del Soviet Supremo dell'URSS estese il decreto di amnistia del 17 settembre 1955 agli ex militari sovietici condannati per aver aiutato il nemico. Per gli ex prigionieri di guerra, la pena fu ridotta al periodo effettivamente scontato e quindi soggetti al rilascio. I casi degli ex prigionieri di guerra deceduti, ma in realtà giustiziati, non furono ricontrollati.
Coloro che furono amnistiati non furono perseguibili penalmente, salvo nei casi in cui, dopo l'applicazione della sanatoria, non fosse emerso un coinvolgimento anche in atti che non rientravano nella sanatoria. In questo caso, la persona sanata poteva essere processata per quegli atti, in precedenza sconosciuti alle indagini. Per questo motivo, Vasily Meleshko e Grigory Vasyura furono condannati a 25 anni e poi amnistiati. Si è poi saputo che Vasyura e Meleshko parteciparono agli eventi di Katyn', dopodiché entrambi furono condannati e fucilati rispettivamente nel 1975 e nel 1987. Yegor Timofeev (alias E. T. Mikhailov e N. M. Vasiliev) fu condannato il 28 giugno 1946, in base alla sua stessa confessione, a 20 anni di lavoro duro per aver dato alle fiamme le case dei contadini, per aver deportato i cittadini sovietici in Germania e per il trattamento crudele dei prigionieri di guerra sovietici: il 5 settembre 1955, Timofeev sporse denuncia contro il procuratore generale dell'URSS con la richiesta di annullare il verdetto a causa della parzialità dell'indagine; il verdetto fu ribaltato, fu quindi rilasciato e il caso fu archiviato. In seguito furono raccolte altre prove del coinvolgimento di Timofeev nell'esecuzione nel dicembre 1942 di 253 abitanti del villaggio sul fiume Polist, nel 1978 il tribunale di Novgorod lo condannò a morte.
Pavel Aleksashkin, che servì nel Battaglione Ost Shelon con Timofeev, fu rilasciato con l'amnistia nel 1956. Durante l'esame del caso Timofeev, furono scoperti i crimini di Aleksashkin e fu avviato un procedimento penale. Nell'ottobre 1978, la procura militare del distretto militare di Leningrado archiviò il procedimento penale contro Aleksashkin citando l'amnistia del 1955 e il fatto stesso che Aleksashkin "a causa di un cambiamento della sua situazione ha cessato di essere un persona socialmente pericolosa”.

### Il destino dei cittadini stranieri
Al 1º luglio 1953 in URSS furono ancora detenuti 19.118 stranieri condannati per crimini di guerra, 17.528 prigionieri di guerra e 1.590 internati. I detenuti furono rilasciati con il rimpatrio in conformità agli obblighi internazionali dell'URSS. In particolare, il rimpatrio dei prigionieri di guerra tedeschi (compresi i condannati per crimini di guerra) proseguì fino al 1955, quando fu emanato il decreto del Presidium del Soviet Supremo dell'URSS del 28 settembre 1955.
Il 25 gennaio 1955 terminò lo stato di guerra tra URSS e Germania. La Repubblica Federale instaurò le relazioni diplomatiche con l'URSS dopo una revisione dei processi dei suoi cittadini condannati per crimini di guerra. Il 31 marzo 1955 una commissione governativa iniziò a lavorare in URSS, composta dai rappresentanti delle agenzie di sicurezza dello Stato, di giustizia e degli affari interni e fu guidata dai pubblici ministeri militari: complessivamente, la commissione riesaminò i casi dei cittadini di 28 paesi, tutti condannati per crimini di guerra; in base alle conclusioni della commissione, furono emanati 37 nuovi decreti del Presidium del Soviet Supremo dell'URSS per la liberazione dei prigionieri di guerra e per il loro ritorno in patria.
Il 14 luglio 1955, Nikita Chruščëv informò ambedue le autorità tedesche che, dopo aver concluso un accordo con la Repubblica Federale, l'URSS avrebbe liberato 5.614 cittadini tedeschi, da rimpatriare nella RDT o nella DDR a seconda del luogo di residenza del condannato: 3.708 prigionieri di guerra, 1.906 civili e 180 generali dell'esercito nazista.
Il 28 settembre 1955, 8.877 prigionieri di guerra e internati furono rimpatriati, di cui 749 tedeschi furono trasferiti per scontare ulteriormente la pena. In Germania, i nazisti rientrati affermarono spesso di essere stati calunniati e di aver confessato i crimini sotto tortura. Le autorità credettero a queste versioni dei fatti e permisero alla maggior parte dei detenuti di tornare alle professioni civili, e alcuni rientrarono nell'élite dirigenziale dei loro paesi.
In Austria, i criminali furono accolti come vittime del regime comunista, i funzionari austriaci sottolinearono apertamente che furono ingiustamente condannati: ciò si è manifestato all'arrivo del secondo scaglione di austriaci rimpatriati, partiti nel giugno 1955 e giunti a Vienna dalla regione di Sverdlovsk. In Austria, i rappresentanti della Croce Rossa Internazionale li accolsero con fiori e doni; a Vienna furono accolti da diverse migliaia di persone.
Il ministro dell'Interno dell'Austria rivolse ai rimpatriati un discorso:
Immediatamente dopo l'arrivo, a ciascun rimpatriato venne affidata una somma pari a 3.000 scellini austriaci, e accompagnati a casa in auto. Nella DDR e in Ungheria, alcuni dei prigionieri di guerra condannati e trasferiti furono invece imprigionati nelle carceri locali.

## Altre disposizioni penali per i crimini di guerra
Il decreto del 19 aprile 1943 integrò le norme esistenti del diritto penale sovietico che punivano i crimini di guerra. Dopo l'adozione del decreto, i collaboratori sovietici colpevoli dei crimini di guerra continuarono a essere processati, anche ai sensi dell'articolo 58. Alcuni casi di collaboratori furono esaminati dai consigli militari delle Corti supreme dell'URSS: le loro decisioni furono inviate per l'approvazione alla commissione per gli affari giudiziari del Politburo del Comitato Centrale del Partito Comunista.
L'accusa indicò alcuni episodi di crimini di guerra commessi al di fuori dell'URSS. Così, il prigioniero di guerra sovietico Akram Kurbanov di Kokand fu condannato a morte ai sensi dell'articolo 58-16 del codice penale della RSFSR. Kurbanov fu accusato, tra l'altro, del fatto che, mentre prestava servizio nella Legione del Turkestan, partecipò in alcune spedizioni punitive fuori dall'URSS:
- Nel maggio 1943, a Siglovo in Polonia, furono fucilati 5 residenti locali, diverse case furono bruciate e le proprietà saccheggiate;
- Nel maggio 1944, durante una spedizione punitiva nel villaggio di Anna-Grammatikul in Grecia, furono arrestati "fino a 40 greci pacifici" e inviati alla Gestapo, le case furono bruciate e le proprietà saccheggiate. "Allo stesso tempo, furono violentate diverse donne greche, una delle quali fu violentata proprio da Kurbanov".
- Nel febbraio 1945, nel villaggio di Vasiliki in Grecia.